# فري كويت (مسرحية)
فري كويت
مسرحية عرضت على مسرح الدسمه بالكويت عام 1991م:
فكرة وإخراج: عبد العزيز المسلم وإنتاج مسرح السلام
بطولة: عبد العزيز المسلم ـ حمد ناصر وآخرون.
تم تصويرها وتباع الآن في مركز الفنون في دولة الكويت

## مضمون المسرحية
بعد عاصفة الصحراء وحرب الخليج الثانية أنتج مسرح السلام مسرحية بعنوان فري كويت، أي الكويت حرة، وكانت بمثابة رسالة شكر للعالم بعد تحرير دولة الكويت عام 1991.

## حقائق
هذه المسرحية تعتبر أول مسرحية كويتية بعد التحرير وعرضت المسرحية بمعدل عرضين يوميا لمدة ثلاثة أشهر على مسرح الدسمه وموضوع المسرحية كان بمثابة رسالة شكر للعالم وهي أول مسرحية للفنان مشاري البلام وأول مسرحية على مسرح الدسمة بعد التحرير وهي مسرحية موضوعه رائع وقوي
| سبقه هالو بانكوك | أعمال مسرح السلام 1991 | تبعه مسرحية عاصفة الصحراء |